# Liga I 2009-2010
La Liga I 2009-2010 è stata la 92ª edizione della massima serie del campionato di calcio rumeno, disputato tra il 27 luglio 2009 e il 7 maggio 2010 e concluso con la vittoria finale del CFR Cluj, al suo secondo titolo.
Capocannoniere del torneo fu Andrei Cristea con 16 reti.

## Squadre partecipanti
- Astra Ploiești (N)
- Brașov
- Ceahlăul (N)
- CFR Cluj
- Dinamo Bucarest
- Gaz Metan Mediaș
- Gloria Bistrița
- Int. Curtea de Argeș (N)
- Pandurii
- Politehnica Iași
- Oțelul Galați
- Rapid Bucarest
- Steaua Bucarest
- Timișoara
- Vaslui
- Unirea Alba Iulia (N)
- Unirea Urziceni (C)
- FCU Craiova

## Classifica finale
|  |     | Classifica 2009-10       | Pt | G  | V  | N  | P  | GF | GS | Diff |
|  | --- | ------------------------ | -- | -- | -- | -- | -- | -- | -- | ---- |
|  | 1.  | CFR Cluj                 | 69 | 34 | 20 | 9  | 5  | 46 | 23 | +23  |
|  | 2.  | Unirea Urziceni (C)      | 66 | 34 | 18 | 12 | 4  | 53 | 26 | +27  |
|  | 3.  | Vaslui                   | 62 | 34 | 18 | 8  | 8  | 44 | 28 | +16  |
|  | 4.  | Steaua Bucarest          | 62 | 34 | 18 | 8  | 8  | 49 | 36 | +13  |
|  | 5.  | Timișoara                | 59 | 34 | 15 | 14 | 5  | 55 | 27 | +28  |
|  | 6.  | Dinamo Bucarest          | 53 | 34 | 13 | 14 | 6  | 48 | 37 | +11  |
|  | 7.  | Rapid Bucarest           | 52 | 34 | 14 | 10 | 10 | 53 | 38 | +15  |
|  | 8.  | Oțelul Galați            | 50 | 34 | 14 | 8  | 12 | 38 | 38 | +0   |
|  | 9.  | Brașov                   | 46 | 34 | 12 | 10 | 12 | 40 | 30 | +10  |
|  | 10. | Gaz Metan Mediaș         | 42 | 34 | 9  | 15 | 10 | 33 | 37 | -4   |
|  | 11. | Gloria Bistrița          | 41 | 34 | 10 | 11 | 13 | 35 | 46 | -11  |
|  | 12. | FCU Craiova              | 36 | 34 | 11 | 3  | 20 | 44 | 52 | -8   |
|  | 13. | Astra Ploiești (N)       | 36 | 34 | 8  | 12 | 14 | 33 | 45 | -12  |
|  | 14. | Int. Curtea de Argeș (N) | 36 | 34 | 10 | 6  | 18 | 32 | 49 | -17  |
|  | 15. | Pandurii                 | 34 | 34 | 7  | 13 | 14 | 19 | 30 | -11  |
|  | 16. | Politehnica Iași         | 31 | 34 | 7  | 10 | 17 | 28 | 50 | -22  |
|  | 17. | Ceahlăul (N)             | 28 | 34 | 6  | 10 | 18 | 28 | 57 | -29  |
|  | 18. | Unirea Alba Iulia (N)    | 26 | 34 | 7  | 5  | 22 | 33 | 62 | -29  |

### Marcatori
| Calciatore         | Gol | Squadra                     |
| ------------------ | --- | --------------------------- |
| Andrei Cristea     | 16  | Dinamo Bucarest             |
| Pantelīs Kapetanos | 15  | Steaua Bucarest             |
| Marius Bilașco     | 13  | Unirea Urziceni             |
| Dorin Goga         | 12  | Timișoara                   |
| Wesley             | 12  | Vaslui                      |
| Liviu Ganea        | 11  | Astra Ploiești              |
| Cristian Bud       | 11  | Gaz Metan Mediaș / CFR Cluj |
| Alexandru Ioniță   | 10  | Rapid Bucarest              |
| Moraes             | 9   | Gloria Bistrița             |
| Florin Costea      | 9   | FCU Craiova                 |
| Lukáš Magera       | 9   | Timișoara                   |
| Ovidiu Herea       | 8   | Rapid Bucarest              |
| Gigel Bucur        | 8   | Timișoara                   |
| Bogdan Stancu      | 8   | Steaua Bucarest             |
| Eric De Oliveira   | 8   | Gaz Metan Mediaș            |
| Marius Onofraș     | 8   | Unirea Urziceni             |
| Raul Rusescu       | 8   | Unirea Urziceni             |

## Verdetti
- vincitore della Liga I 2009-10  CFR Cluj.
- ammessa alla Fase a gironi della UEFA Champions League 2010-11  CFR Cluj .
- ammessa al  3º turno della UEFA Champions League 2010-11  Unirea Urziceni.
- ammesse al Turno di Play-off dell'Europa League 2010-11  Vaslui  Steaua Bucarest.
- ammessa al 3º Turno preliminare dell'Europa League 2010-11  Timișoara.
- ammessa al 2º Turno preliminare dell'Europa League 2010-11  Dinamo Bucarest.
- retrocesse in Liga II  Politehnica Iași  Ceahlăul  Unirea Alba Iulia.
- Int. Curtea de Argeș ritirato
- promosse in Liga I  Victoria Branesti  FCM Targu Mures  Sportul Studentesc  U Cluj